# Beurre de Marrakech
Pour les articles homonymes, voir Beurre (homonymie).

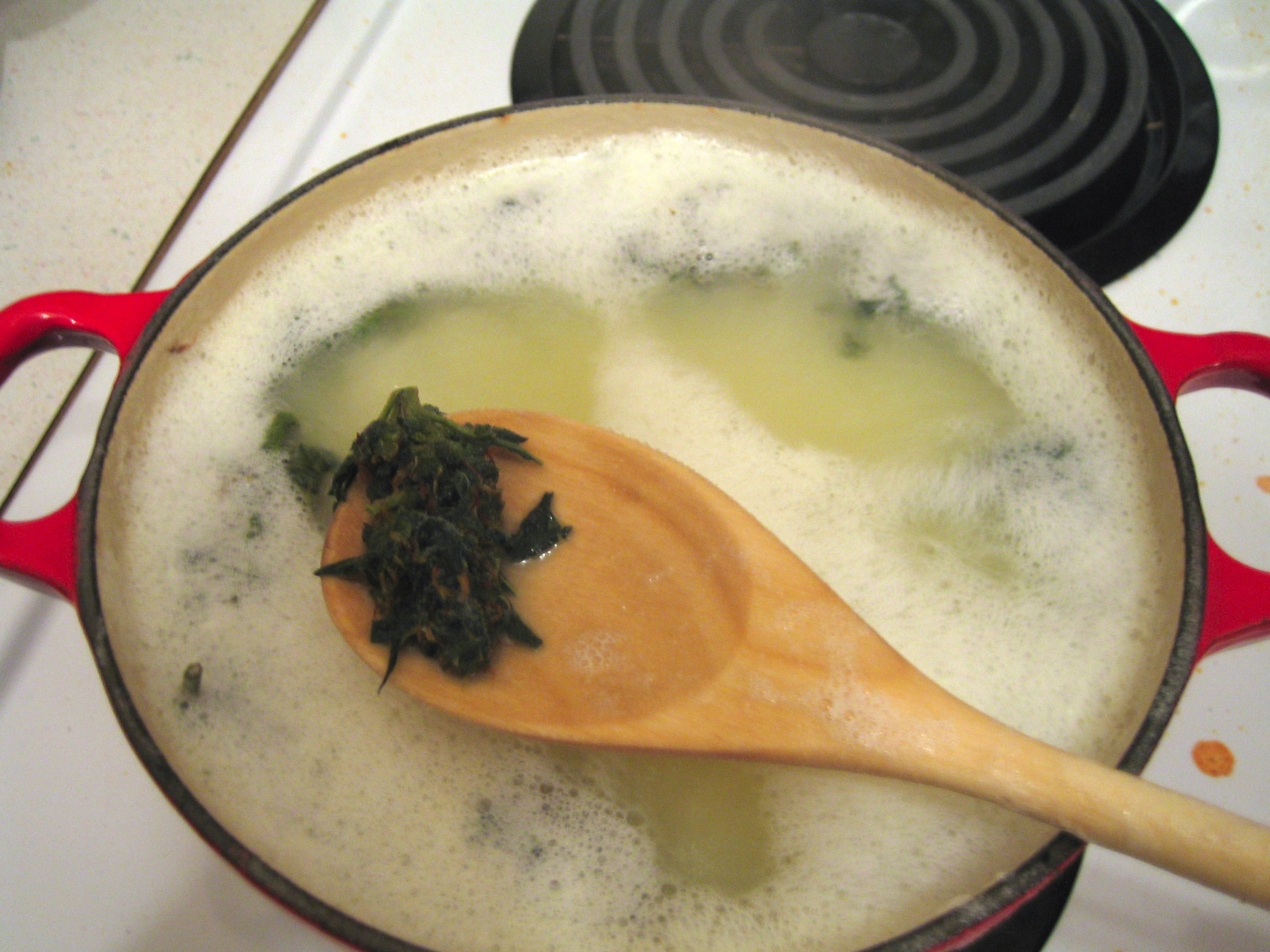
Préparation du beurre de Marrakech avec des fleurs de cannabis.

Le beurre de Marrakech est une substance psychotrope à base de cannabis. Celle-ci est constituée de beurre dans lequel a été dissous le THC qui est la substance active du cannabis.

## Utilisation
Le beurre de Marrakech n'est théoriquement pas utilisé pur même si certains l'utilisent pour tartiner du pain. On l'utilise en général dans la confection de space cake à la place du beurre normal ou encore dans la préparation d'autres spécialités culinaires cannabiques nécessitant du beurre.